# Съни Сънински
Съни Сънински (Александър Иванов Иванов) е режисьор.

## Личен живот
Има двама синове. Съпруга - Пепа Костова.

## Образование
- 1990 – 1994 – бакалавър, АМКТ в класа на професор Николина Георгиева[2]
- 1993 – 1995 – специализация – Кино и телевизионна драматургия
- 1995 – 1997 – магистър, РКТ
- 1997 – Специализация – Кино и телевизионна режисура при професор Людмил Стайков и професор Борислав Пунчев

## Театрални постановки
- „Охранители“ по Джон Годбър Малък градски театър „Зад канала“, София
- „Алхимикът“ по Паоло Куельо – Театър 199, София
- „Вечерен акт“ – по А.П.Чехов – Театър 199, София
- „Плажът“ – Авторски спектакъл – театър Сълза и смях, София
- „Дуенде“ – Р. Апостолова – Театър 199, София
- „Бракът и Държавата“ – Сатиричен театър, София
- „В Интернет никой не знае, че съм куче“ – Дейвид Паркинсън – Театър 199, София
- „Ръгби“ – Джон Готбър – Народен театър „Иван Вазов“
- „Общежитие или Общожитие“ – Малък градски театър „Зад канала“, София
- „Шекспир – Пълни Съчинения“ – А.Д.Ж – Театър 199, София
- „С любовта шега не бива“ – Алфред Дьо Мюсе – Театър Сливен
- „Херкулес“ – КТ Варна
- „Робинзон“ – ДКТ ЗАДАР, Хърватия
- „Инстинкти“ – Театър 199
- "Капиталът срещу няма да платим -  " Театър " Сълз и Смях"  по текстове  на "Капиталът" Маркс
- „Плажът“ – ТЕАТЪР „EXIT“, Хърватия
- „Аладин“ – КТ Варна, ДКТ ЗАДАР Хърватия
- „Колко е дълга една приказка“ – София, Хърватия, Австрия
- „Малките плодчета“ – ЦК Театър – София
- „Син портокал“ – Джо Пехол – Театър 199, София
- „Последната тайна на Фреди Меркюри“ – от Ирина Гигова и Съни Сънински – Театър „Възраждане“ – София
- Създател и ръководител на „Образователен Театър“ – София, направил над 25 бр. куклено-образователни постановки за 1, 2, 3 клас
- Макетна експозиция „България на длан" – ръководител и автор.
- Макет възстановка на " Велики Преслав" по ЕП " с проф М.Ваклинова, доц. С. Бонев. Проф. Н.Овчаров
- Макет на Рилски Манастир парк Мини-Европа със съдействието на МК
- Макетна инсталация и макет на базилика - гр. Сандански
- Макетна инсталация - "Дунав - река с история"  - изработка на 47 макета обединени в обща инсталация, заедно с река Дунав, движеши се кораби и терен.
- Режисьор и автор на Концерти и Церемонии към САБ - Наградите ИКАР
- Автор на наградата " ИКАР" към СБА - 2001 г.

## Награди
- 1993 – Първа награда за млад режисьор на фестивала в Пловдив
- 1996 – Награда на съюза на артистите в България за най-добър режисьор на куклен театър
- 1996 – Първа награда за най-добро представление – „Колко е дълга една приказка“ на фестивала в Загреб, Хърватия
- 1997 – Първа награда за режисура на фестивала „Златния делфин“ във Варна
- 2001 – Присъдена награда за най-добро представление
- 2005 – Най-добър режисьор за спектакъла „Робинзон“, Хърватия
- 2005 – Най-добро представление, Хърватия
- Достоен Българин 2005 г. – избран от БАРМ Архив на оригинала от 2013-05-21 в Wayback Machine. – Българска Асоциация на Регионалните Медии
- 2005 – Грамота за оригиналност на Филмовия фестивал „Любовта е лудост“[3] – Варна, от Руския ДЪРЖАВЕН ИНСТИТУТ ПО КИНЕМАТОГРАФИЯ – С.А. Герасимов

## Специализации
- 1994 – Двумесечна специализация в Оксфорд, Охайо, САЩ
- 1995 – Курс по Art Management
- 1997 – Гост режисьор в Загреб, Хърватия
- 1997 – Гост режисьор на Театър 199
- 1999 – Гост режисьор на Благоевградския театър
- 1999 – Театър и обучение – серия от семинари във Варна, спонсорирани от Министерство на културата
- 1999 – Гост режисьор в Хърватия
- 2000 – Семинар в Загреб и Пула (Хърватия)
- 2002 – Гост режисьор на държавния куклен театър във Варна
- 2003 – Гост режисьор на Театър 199
- 2003 – Гост режисьор в Задар, Хърватия
- 2008 - Мениджмънт и продуценство -  Лондон / „Sarner“ Ltd
- 2009 - Мениджмънт на творчески компании – София
- 2009 - Кино Режисура  – Лондон / Film Academy – workshop
- 2010 - Театърът на Майкъл Чехов“ – цялостен курс -  Русия - Ръководител Никита Михалков
- 2011 - Инвестиция и управление – Белгия – практически курс – парк с макети Мини-Европа – Брюксел , ръководител Г-н Тиери Меус
- 2018 - Практически workshop – Холандия – „I 2 leisure“

## Фестивали
- 1992 – Студентски фестивал в Германия
- 1993 – Фестивал в Ню Йорк, Вашингтон и Чикаго, САЩ
- 1997 – Участие на фестивала в Прага, Чехия със спомоществователството на Фондация „Отворено общество“
- 1997 – Участие на филмов фестивал в САЩ с два филма „Солницата“ и „Нощна смяна“
- 1998 – Участие на фестивала в Толоса, Испания
- 2003 – Участие във Варненския летен фестивал

## ТВ и кино
- 1997 – Филмът „Солницата“
- 1998 – Филмът „Нощна Смяна“
- 1998 – Режисьор на телевизионно шоу за Българска национална телевизия – 2 години
- 2000 – Режисьор на образователна програма за Българска национална телевизия – една година
- 2001 – Проект за създаване на телевизионно шоу „Академия на игрите“
- 2007 – 5 игрални филма в поредицата „Български вълшебни приказки“